# Stanisław Smreczyński (junior)
Stanisław Smreczyński (ur. 11 lipca 1899 w Regulicach k. Alwerni, zm. 6 kwietnia 1975 w Krakowie) – polski entomolog, profesor zoologii Uniwersytetu Jagiellońskiego i członek Polskiej Akademii Umiejętności. Autor prac z zakresu entomologii (gł. ryjkowców) oraz embriologii doświadczalnej i opisowej.

## Życiorys
Urodził się w rodzinie Stanisława i Franciszki Walerii z Kirschnerów (1876–1960). Jego stryjem był Władysław Orkan. W 1917 zdał maturę w III Gimnazjum im. Jana III Sobieskiego w Krakowie i rozpoczął studia na Wydziale Prawa Uniwersytetu Jagiellońskiego, równocześnie ukończył roczny kurs pomaturalny w Szkole Handlowej. Po drugim roku był zmuszony przerwać studia z powodu powołania do armii austriackiej, służbę zakończył w październiku 1919. Przez kilka miesięcy był urzędnikiem w Inspektoracie Węglowym Ministerstwa Przemysłu i Handlu, następnie w maju 1920 ponownie został powołany do wojska, ale dwa miesiące później przeniesiono go do rezerwy z powodu choroby serca. Powrócił do pracy w Inspektoracie, a następnie w kwesturze Akademii Górniczej. W maju 1921 powrócił na studia, zmienił kierunek na biologiczno-przyrodniczy. W 1922 został zastępcą asystenta w prowadzonym przez Henryka Hoyera Zakładzie Anatomii Porównawczej oraz asystentem pomocniczym na Wydziale Rolnym. W 1924 obronił doktorat przygotowany pod kierunkiem Henryka Hoyera i został starszym asystentem w Zakładzie Biologii i Embriologii pod kierunkiem Emila Godlewskiego. W latach 1929–1930 odbył dwa półroczne staże jako stypendysta Fundacji Rockefellera w zakładach biologii na uniwersytetach w Berlinie i Paryżu. W 1932 habilitował się na Uniwersytecie Jagiellońskim i uzyskał veniam legendi w zakresie zoologii, ze szczególnym uwzględnieniem entomologii. Od 1932 do wybuchu II wojny światowej wykładał embriologię eksperymentalną i parazytologię. W 1938 będąc starszym asystentem otrzymał mianowanie na profesora tytularnego.
Po wybuchu II wojny światowej wyjechał do Lwowa, po powrocie do Krakowa w styczniu wspólnie z Emilem Godlewskim zorganizował Sekcję Sanitarną Krakowskiego Okręgu Polskiego Czerwonego Krzyża. Po jej formalnej likwidacji w 1941 działał w konspiracji, równocześnie legalnie pracując w Składnicy Sanitarnej Rady Głównej Opiekuńczej.
Po zakończeniu działań wojennych wrócił do pracy na Wydziale Lekarskim Uniwersytetu Jagiellońskiego, w styczniu 1946 został mianowany profesorem nadzwyczajnym i objął Zakład i Katedrę Zoologii na Wydziale Filozoficznym. Od lutego do kwietnia 1949 przebywał w Paryżu, gdzie organizował dział przyrodniczy Stacji Naukowej Polskiej Akademii Umiejętności. W 1951 został prodziekanem Wydziału Matematyczno-Biologicznego, a po jego podziale Wydziału Biologii i Nauk o Ziemi, w latach 1952–1955 był jego pierwszym dziekanem. Od 1953 do przejścia na emeryturę w 1969 kierował Katedrą Zoologii Systematycznej, w 1956 został profesorem zwyczajnym. W latach 1963–1968 kierował Zespołem Katedr Zoologicznych, 1 października 1969 przeszedł na emeryturę.
Od lat 20. XX wieku należał do Komisji Fizjograficznej Polskiej Akademii Umiejętności, w latach 1947–1952 był sekretarzem Komitetu Badań Fizjograficznych, od 1951 członek korespondent PAU. Ponadto należał m.in. do Poznańskiego Towarzystwa Przyjaciół Nauk, Polskiego Towarzystwa Przyrodników im. Kopernika, Polskiego Towarzystwa Entomologicznego, Polskiego Towarzystwa Zoologicznego.
Zmarł w Krakowie, spoczywa na cmentarzu Rakowickim (kwatera XIb-wsch-5).

## Ordery i odznaczenia
- Krzyż Oficerski Orderu Odrodzenia Polski (1961)
- Krzyż Kawalerski Orderu Odrodzenia Polski (28 września 1954)[4]
- Medal 10-lecia Polski Ludowej (15 stycznia 1955)[5]
- Medal im. Mikołaja Kopernika PAN (1972)
- Odznaka 1000-lecia Państwa Polskiego (1966)
- Odznaka 50-lecia PCK